# Dryas lucia
Dryas lucia är en fjärilsart som beskrevs av Riley 1926. Dryas lucia ingår i släktet Dryas och familjen praktfjärilar. Inga underarter finns listade i Catalogue of Life.